# 廣尾站
廣尾站（日语：／ Hiro-o eki */?）是位於日本東京都港區南麻布，屬於東京地下鐵日比谷線的鐵路車站。車站編號是H 03。此站的日語羅馬字表記一般應該是，不過東京地下鐵延續了帝都高速度交通營團（營團地下鐵）時代的表記。

## 歷史
- 1964年（昭和39年）3月25日：開業。
- 2004年（平成16年）4月1日：營團地下鐵民營化，由東京地下鐵繼承，同日起東京地鐵系統採用車站編號系統，廣尾站編號為H-03。
- 2016年（平成28年）4月1日：北千住側大廳新設4號出入口[2][3]。

### 站名由來
取自當地地名廣尾。

## 車站構造
本站是側式月台2面2線的地下車站。站內沒有電扶梯。2016年4月開設4號出入口並設置電梯。廁所位於2、3號出入口側的剪票口內。月台惠比壽站側有站內地下連絡通道供乘客往來。
本站與六本木站之間設有留置線，供本站早晨始發往中目黑方向列車、深夜的中目黑始發往本站列車使用。

### 月台配置
| 月台 | 路線     | 目的地                         |
| ---- | -------- | ------------------------------ |
| 1    | 日比谷線 | 惠比壽、中目黑方向             |
| 2    | 日比谷線 | 銀座、上野、北千住、南栗橋方向 |

（來源：東京地下鐵:構內圖 （页面存档备份，存于））

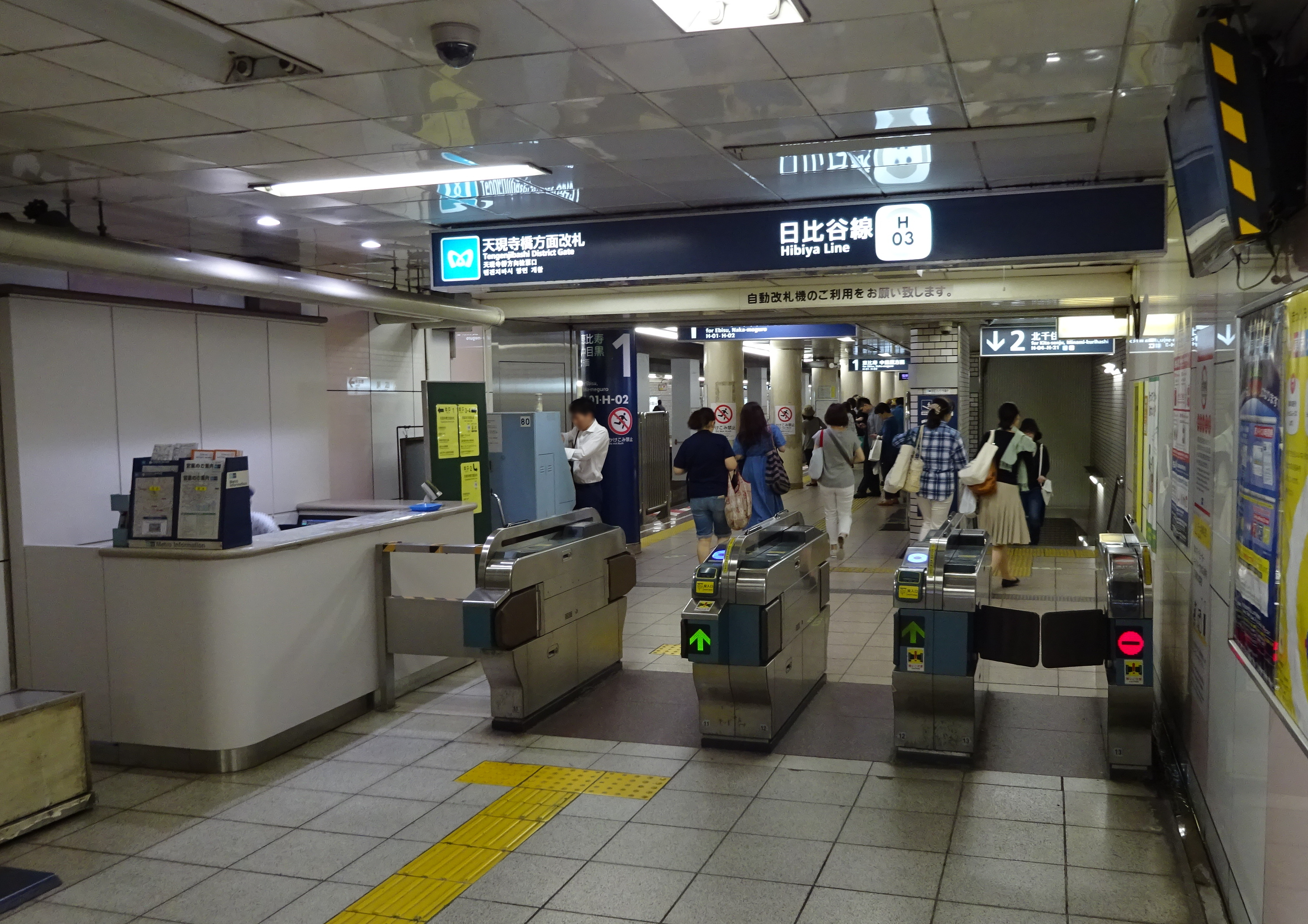
現寺橋方向剪票口（2016年6月18日）
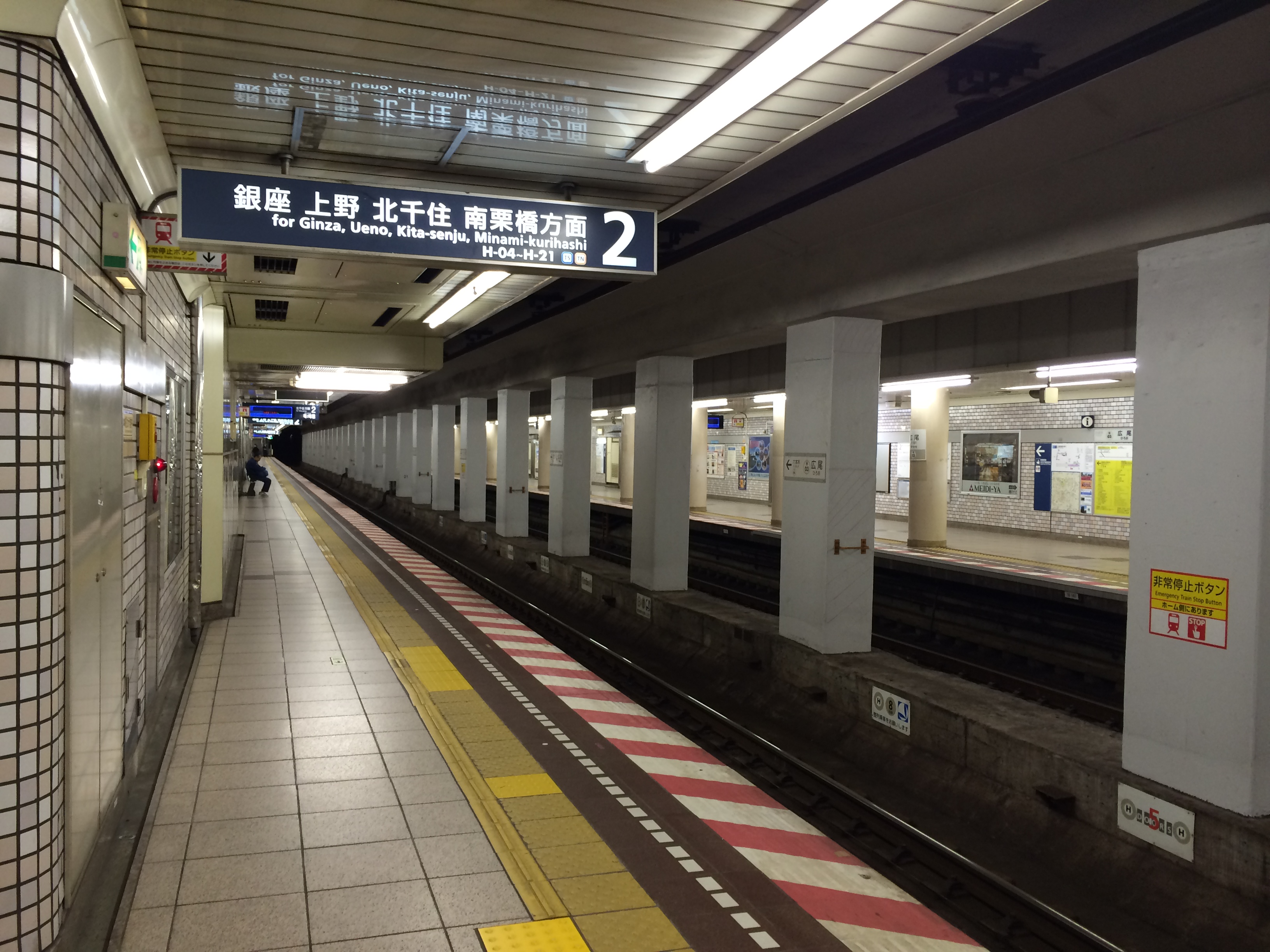
月台（2016年11月4日）

## 利用狀況
2019年度的1日平均上下車人次為62,588人，東京地下鐵全部130個車站當中排行第66位。
近年的1日平均上下車人次列於下表。
| 年度               | 1日平均 上下車人次 | 1日平均 乘客人數 | 來源     |
| ------------------ | ------------------ | ---------------- | -------- |
| 1992年（平成04年） |                    | 31,436           | [ * 1 ]  |
| 1993年（平成05年） |                    | 32,005           | [ * 2 ]  |
| 1994年（平成06年） |                    | 31,156           | [ * 3 ]  |
| 1995年（平成07年） |                    | 30,454           | [ * 4 ]  |
| 1996年（平成08年） |                    | 30,430           | [ * 5 ]  |
| 1997年（平成09年） |                    | 30,148           | [ * 6 ]  |
| 1998年（平成10年） |                    | 29,910           | [ * 7 ]  |
| 1999年（平成11年） |                    | 28,929           | [ * 8 ]  |
| 2000年（平成12年） |                    | 28,501           | [ * 9 ]  |
| 2001年（平成13年） |                    | 27,477           | [ * 10 ] |
| 2002年（平成14年） |                    | 26,696           | [ * 11 ] |
| 2003年（平成15年） | 53,110             | 26,189           | [ * 12 ] |
| 2004年（平成16年） | 52,592             | 26,455           | [ * 13 ] |
| 2005年（平成17年） | 52,868             | 26,537           | [ * 14 ] |
| 2006年（平成18年） | 53,551             | 26,844           | [ * 15 ] |
| 2007年（平成19年） | 55,747             | 27,978           | [ * 16 ] |
| 2008年（平成20年） | 56,008             | 28,151           | [ * 17 ] |
| 2009年（平成21年） | 56,613             | 28,512           | [ * 18 ] |
| 2010年（平成22年） | 56,424             | 28,345           | [ * 19 ] |
| 2011年（平成23年） | 55,448             | 27,866           | [ * 20 ] |
| 2012年（平成24年） | 56,244             | 28,268           | [ * 21 ] |
| 2013年（平成25年） | 57,947             | 29,097           | [ * 22 ] |
| 2014年（平成26年） | 58,864             | 29,520           | [ * 23 ] |
| 2015年（平成27年） | 60,333             | 30,238           | [ * 24 ] |
| 2016年（平成28年） | 61,620             | 30,893           | [ * 25 ] |
| 2017年（平成29年） | 63,049             |                  |          |
| 2018年（平成30年） | 63,171             |                  |          |
| 2019年（令和元年） | 62,588             |                  |          |

## 車站周邊
車站周邊有許多大使館與公園。

| 1號出口 - 愛育醫院 - 麻布中學校、高等學校 - 有栖川宮紀念公園 - 東京都立中央圖書館 - 北里研究所醫院 - Kaikai Kiki Gallery（ギャラリー・カイカイキキ） - 南麻布五郵便局 - 慶應義塾幼稚園 - 廣尾花園 - 文教堂書店廣尾店 - NATIONAL麻布超市（ナショナル麻布スーパーマーケット） - 新山王飯店 - 摩門教日本教會 - 德國驻日大使馆 - 法國驻日大使馆 - 芬蘭驻日大使馆 - 伊朗驻日大使馆 - 巴基斯坦驻日大使馆 - 阿爾及利亞驻日大使馆 - 卡達驻日大使馆 - 阿根廷驻日大使馆 | 2號出口 - 東京都絕症諮詢、支援中心（東京都難病相談・支援センター） - 東京都立廣尾醫院 - 聖心女子學院 - 聖心女子大學 - 聖心國際學校 - 澀谷區立臨川大家的圖書館 - 澀谷廣尾郵便局 - 廣尾廣場 - 明治屋廣尾店 - MAX BRENNER CHOCOLATE BAR廣尾廣場店 - 日本基督教團廣尾教會 | 3號出口 - 卡塔尔驻日大使馆 - 瑞士驻日大使馆 - 中国驻日大使馆 - 挪威驻日大使馆 - 马达加斯加驻日大使馆 - 立陶宛驻日大使馆 - 港區立笄小學校 | 4號出口 - 日本紅十字看護大學 - 日本紅十字會醫療中心 - 廣尾學園中學校、高等學校 - 東京女學館中學校、高等學校 - 廣尾Garden Hills - 港區立高陵中學校 - 阿曼驻日大使馆 - 葉門驻日大使馆 - 烏拉圭驻日大使馆 - 厄瓜多驻日大使馆 - 薩爾瓦多驻日大使馆 - 瓜地馬拉驻日大使馆 - 哥斯大黎加驻日大使馆 - 多明尼加共和國驻日大使馆 - 尼加拉瓜驻日大使馆 - 海地驻日大使馆 - 委內瑞拉驻日大使馆 - 玻利維亞驻日大使馆 - 宏都拉斯驻日大使馆 - 澀谷廣尾四郵便局 |

## 巴士路線

### 廣尾橋
- 都營巴士（東京都交通局）
  - 黑77： 往目黑站／千駄谷站
  - 橋86： 往目黑站／東京鐵塔、新橋站
  - 品97： 往新宿站西口／品川站高輪口

### 廣尾站
- 港區社區巴士『Chiibus（日语：ちぃばす）』（FUJIEXPRESS（日语：フジエクスプレス））

- 麻布西路線：往光林寺、麻布十番、六本木新城方向

## 相鄰車站
東京地下鐵
 日比谷線
惠比壽（H 02）－廣尾（H 03）－六本木（H 04）

## 外部連結
- 廣尾/H03 | 路線・車站資訊 | 東京地下鐵